# 酒井三郎
酒井 三郎（さかい さぶろう、1907年4月7日 - 1993年1月23日）は、昭和時代の団体職員。昭和研究会、大政翼賛会、住友通信機、参議院緑風会を経て、日本民間放送連盟創立に参画。

## 経歴
静岡県に生まれる。1930年に青山学院英文科卒業後、大日本青年団本部編集部に入る。後に後藤隆之助と共に青年団を退団し、側近として昭和研究会に参加。のち大政翼賛会、住友通信機、参議院緑風会に所属。
1951年に日本民間放送連盟創立に参画し、事務局長、常務理事を経て、1963年に3月専務理事に就任。1972年12月より日本音楽著作権協会理事長を務めた。

### 著書
- 『昭和研究会　ある知識人集団の軌跡』- 回想記
TBSブリタニカ、1979年、講談社文庫、1985年、中公文庫、1992年